# STS-51-G
STS-51-G est la 5e mission de la navette spatiale Discovery. Première mission embarquant un membre d'équipage français, et dont deux membres de l'équipage sont non américains.

## Équipage
- Commandant : Daniel C. Brandenstein (2)  États-Unis
- Pilote : John O. Creighton (1)  États-Unis
- Spécialiste de mission 1 : Shannon W. Lucid (1)  États-Unis
- Spécialiste de mission 2 : John M. Fabian (2)  États-Unis
- Spécialiste de mission 3 : Steven R. Nagel (1)  États-Unis
- Spécialiste de charge utile 1 : Patrick Baudry (1)  France
- Spécialiste de charge utile 2 : Sultan ben Salmane Al Saoud (1)  Arabie saoudite

Le chiffre entre parenthèses indique le nombre de vols spatiaux effectués par l'astronaute au moment de la mission.

## Historique
Trois satellites de communications ont été mis en orbite : Arabsat 1-B (Organisation arabe des Satellites de communications) ; Morelos 1 (Mexique) ; et Telstar 3-D (AT&T).

## Paramètres de la mission
- Masse :
  - Navette au décollage : 116 310 kg
  - Navette à l'atterrissage : 92 607 kg
  - Chargement : 20 174 kg
- Périgée : 358 km
- Apogée : 369 km
- Inclinaison : 28,5°
- Période : 91,8 min